# Європейська премія з культурної спадщини
Європейська премія з культурної спадщини — присуджує із 2005 року спільно Єврокомісія та мережа «Європа Ностра». Мета Премії — заохотити високі стандарти й майстерність у збереженні об'єктів культурної спадщини, а також стимулювати транскордонні обміни знань та досліджень у цій сфері.
Номінації:
- збереження (успішні археологічні проекти та реконструкція культурних

пам'яток);
- дослідження;
- діяльність, присвячена збереженню культурної спадщини;
- освіта, тренінги та підвищення обізнаності.